# إجر
إجر إحدى بلديات دائرة بوزغن التابعة لولاية تيزي وزو. مقرها قرية اڨرسافن و تقع على ارض عرش آث إجر غربي اعالي أكفادو ِبِمنطقة القبائل.
تضم البلدية قرى :
- اڨرسافن
- ايت عيشة
- بوواوون
- ايغيل بوكياسا
- اغرايين
- مهآقا
- تفريت ناث اومالك

## مواضيع ذات صلة
- بلديات ولاية تيزي وزو
- دوائر ولاية تيزي وزو